# Rzeczyca-Kolonia (Kraśnik)
Pour les articles homonymes, voir Rzeczyca-Kolonia.
Rzeczyca-Kolonia (prononciation : [ʐɛˈt͡ʂɨt͡sa kɔˈlɔɲa]) est un village polonais de la gmina de Szastarka dans le powiat de Kraśnik de la voïvodie de Lublin dans l'est de la Pologne.

## Histoire
De 1975 à 1998, le village est attaché administrativement à la voïvodie de Tarnobrzeg.

Depuis 1999, il fait partie de la voïvodie de Lublin.